# آنانت آگاروال

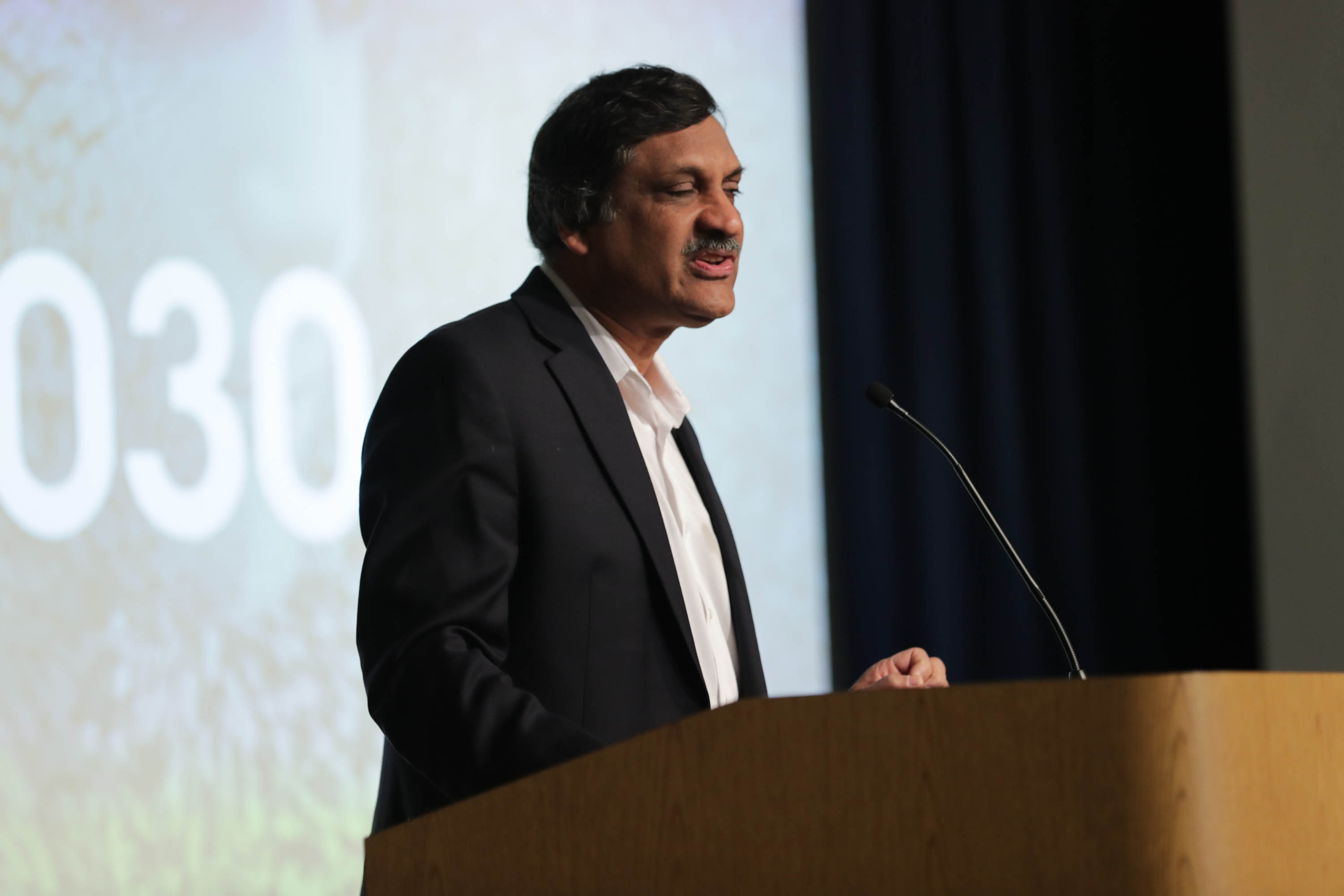

آنانت آگاروال یک محقق هندی است. او استاد مهندسی برق و علوم کامپیوتر در مؤسسه فناوری ماساچوست (MIT) است. او توسعه یک چند پردازنده منسجم اولیه حافظه پنهان را رهبری کرد و همچنین به عنوان مدیر آزمایشگاه علوم کامپیوتر و هوش مصنوعی MIT خدمت کرده‌است. او بنیانگذار و مدیر ارشد فناوری شرکت الکترونیک تیلرا است. او همچنین به عنوان مدیر عامل موسسه ادکس است که آموزش آنلاین رایگان ارائه می‌دهد.